# Expédition d'Ali ibn Abi Talib (Hamdan)
Pour les articles homonymes, voir Expédition d'Ali ibn Abi Talib.
Expédition de Ali ibn Abi Talib, pour convertir les gens du Yémen à l’Islam, se déroula en 10AH ou 631 AD.